# Ванкоміцин
Ванкоміцин — сильний антибіотик з групи глікопептидів; застосовується для профілактики та лікування інфекцій, викликаних Грам-позитивними бактеріями. Хоча ванкоміцин було вперше отримано у 1950-х роках з культури Amycolatopsis orientalis, його широке використання розпочалося лише в 1980 як ефективного альтернативного засобу проти золотистого стафілококу.
Ванкоміцин традиційно вважається засобом «крайнього застосування», що вживається у випадках, коли інші антибіотики не допомагають. Останнім часом однак, з появою ванкоміцин-резистентних організмів, дедалі ширше замінюється в таких випадках лінезолідом і даптоміцином[джерело?].
ВООЗ класифікує ванкоміцин як критично важливий ЛЗ для людської медицини.

## Історія
Ванкоміцин вперше був виділений у 1953 році Едмундом Корнфельдом (працюючим в Eli Lilly) з бактерій у зразку ґрунту, зібраного у внутрішніх джунглях Борнео місіонером преподобним Вільямом М. Бау (1918—2006). Організм, який виробляє його, згодом був названий Amycolatopsis orientalis. Початковим показанням для ванкоміцину було лікування стійкого до пеніциліну Staphylococcus aureus.
Сполука спочатку називалася сполукою 05865, але згодом отримала загальну назву ванкоміцин, що походить від терміну «перемагати» («vanquish»). Одна перевага, яка швидко виявилася, полягала в тому, що стафілококи не розвивали значної резистентності, незважаючи на послідовне пасування в культуральних середовищах, що містять ванкоміцин. Швидкий розвиток стійкості стафілококів до пеніциліну призвів до того, що Управління з контролю за якістю харчових продуктів і медикаментів прискорило його затвердження. У 1958 році Eli Lilly вперше випустила на ринок ванкоміцину гідрохлорид під торговою назвою Vancocin.
Ванкоміцин ніколи не став препаратом першої лінії лікування S. aureus з кількох причин: Він має низьку біодоступність при пероральному прийманні, тому його необхідно вводити внутрішньовенно при більшості інфекцій.
Згодом були розроблені стійкі до β-лактамаз напівсинтетичні пеніциліни, такі як метицилін (і його наступники, нафцилін і клоксацилін), які мають кращу активність проти стафілококів, не пов'язаних із MRSA.
Ранні випробування використовували ранні нечисті форми препарату («Міссісіпська грязь»), які виявилися токсичними для внутрішнього вуха та нирок, ці висновки призвели до того, що ванкоміцин був віднесений до позиції препарату останньої інстанції.
У 2004 році Eli Lilly надала ліцензію на Vancocin ViroPharma у США, Flynn Pharma у Великобританії та Aspen Pharmacare в Австралії. Термін дії патенту закінчився на початку 1980-х років, і FDA дозволило продаж кількох генеричних версій у США, в тому числі від виробників Bioniche Pharma, Baxter Healthcare, Sandoz, Akorn-Strides і Hospira.

### Повернення
У 2020 році команда з Університетської лікарні Гейдельберга (Німеччина) відновила антибактеріальну силу ванкоміцину, модифікувавши молекулу катіонним олігопептидом. Олігопептид складається з шести одиниць аргініну в положенні VN. У порівнянні з немодифікованим ванкоміцином активність проти ванкоміцин-резистентних бактерій може бути посилена в 1000 разів. Цей препарат все ще знаходиться на стадії доклінічної розробки. Тому потенційне затвердження займе ще кілька років.

## Показання
Лікування потенційно життєнебезпечних інфекцій, коли застосування інших ефективних і менш токсичних антибіотиків, включно з пеніцилінами та цефалоспоринами, не принесло позитивних результатів; тяжких стафілококових інфекцій у пацієнтів, які не можуть приймати або не реагують на пеніциліни та цефалоспорини, або які мають інфекції, спричинені стафілококами, резистентними до іншихантибіотиків; лікування та профілактика ендокардиту у пацієнтів, яким проводяться стоматологічні або хірургічні процедури; інфекції, спричинені стафілококами, включаючи остеомієліт, пневмонію, септицемію та інфекції м'яких тканин; стафілококовий ентероколіт та псевдомембранозний коліт, спричинений Clostridium difficile.

## Повний синтез
І аглікон ванкоміцину, і повна молекула ванкоміцину були цілями, успішно досягнутими шляхом повного синтезу. Мета була вперше досягнута Девідом Евансом у жовтні 1998 року, KC Nicolaou у грудні 1998 року, Дейлом Богером у 1999 році, а нещодавно була знову синтезована Дейлом Богером у 2020 році.

## Протипоказання
Підвищена чутливість до ванкоміцину.

## Побічна дія
Можливі побічні реакції: При швидкому введенні анафілактичні реакції (артеріальна гіпотензія, задишка, диспное, кропив'янка або свербіж), розлади серцевої діяльності (серцева недостатність, зупинка серця); нейтропенія, агранулоцитоз, тромбоцитопенія, еозинофілія; гіпотензія, флебіт, васкуліт; диспное, задишка; нудота, блювання, діарея, біль у животі, псевдомембранозний коліт; свербіж, кропив'янка, екзантема, синдром  Стівенса—Джонсона, ексфоліативний дерматит, Синдром Лаєлла, IgA-бульозний дерматит, токсичний епідермальний некроліз; шум або дзвін у вухах, зниження гостроти слуху, вертиго; анафілактоїдна реакція, реакції гіперчутливості, анафілактоїдний шок, псевдомембранозний коліт; збільшений рівень креатиніну, білірубіну в сироватці крові, сечовини сироватки, підвищення активності АСТ, АЛТ, ЛФ, ЛДГ, гамма-глутаміл транспептидази, лейцин-амінопептидази; м'язові спазми; запаморочення, парестезія; інтерстиціальний нефрит, азотемія, гостра ниркова недостатність; медикаментозна гарячка, озноб, зміни у місці ін'єкції, включаючи біль, запалення, подразнення, некроз тканин, біль та спазми м'язів грудей та спини, ріст резистентних бактерій та грибів, медикаментозні висипання з еозинофілією та системними синдромами (DRESS-синдром), сльозотеча, запалення слизових оболонок, почервоніння верхньої частини тіла та обличчя.

## Синоніми
Firvanq, Vancocin

### Дженерики
Ванкован, Едицин, ВАНКОМІЦИНУ ГІДРОХЛОРИД